# مصطفی مستور
مصطفی مستور (زاده ۱۳۴۳ در اهواز) داستان‌نویس، پژوهشگر و مترجم ایرانی است.

## زندگی‌نامه
مصطفی مستور در ۱۳۴۳ در اهواز به دنیا آمد. وی در سال ۱۳۶۷ در رشته مهندسی عمران از دانشگاه شهید چمران اهواز فارغ‌التحصیل شد و دوره کارشناسی ارشد را در رشته زبان و ادبیات فارسی در همان دانشگاه گذراند. وی هم‌اکنون ساکن تهران است.
مصطفی مستور نخستین داستان خود را با عنوان دو چشمخانه خیس در سال ۱۳۶۹ نوشته و در همان سال در مجلهٔ کیان به چاپ رساند. وی نخستین کتاب خود را نیز در سال ۱۳۷۷ با عنوان عشق روی پیاده‌رو شامل ۱۲ داستان کوتاه به چاپ رساند.

## کتاب‌شناسی

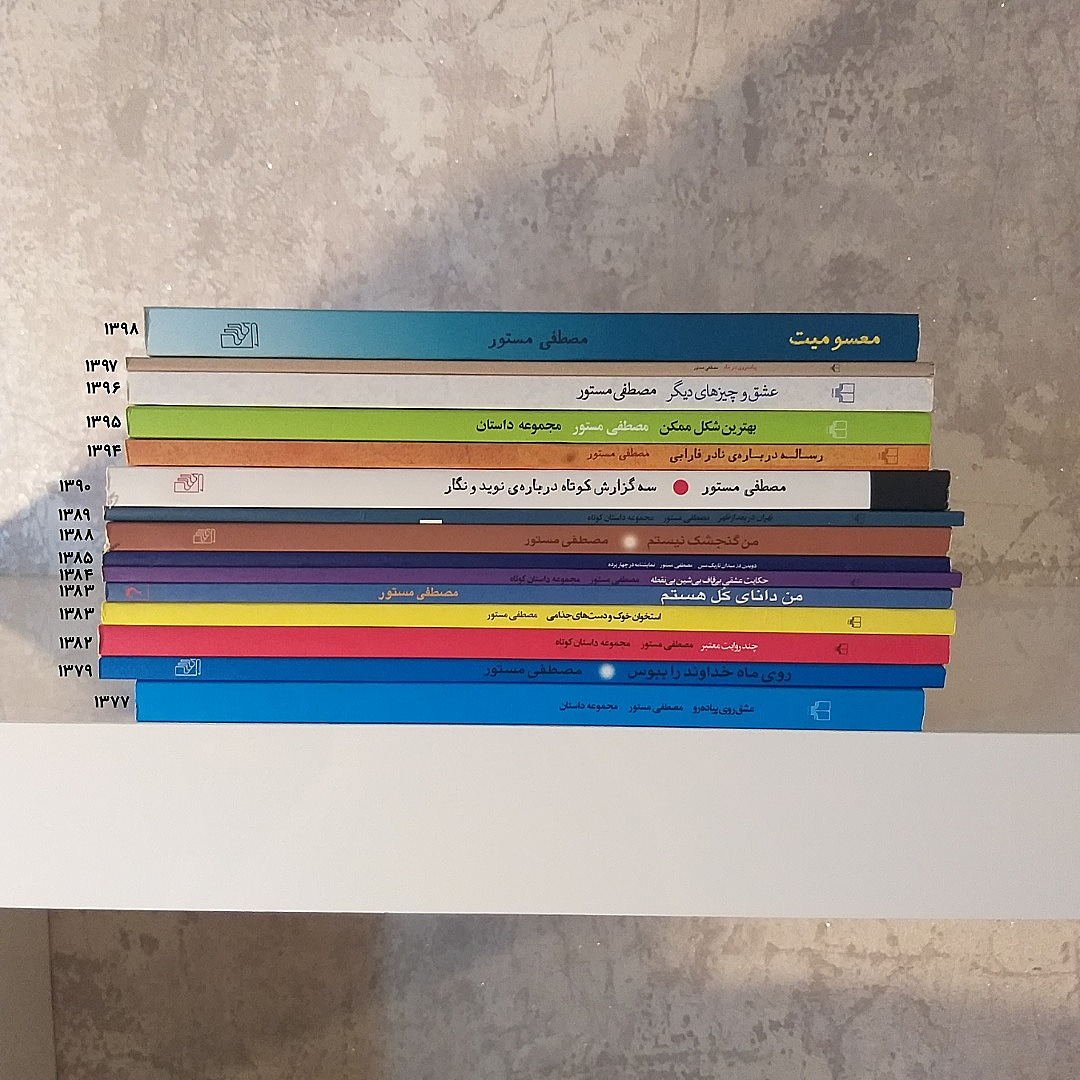
شماری از آثار مصطفی مستور

### کارهای داستانی
- عشق روی پیاده‌رو (مجموعه داستانک)، ۱۳۷۷، نشر رسش[۲]
- روی ماه خداوند را ببوس (داستان)، ۱۳۷۹، نشر مرکز[۳]
- چند روایت معتبر (مجموعه داستانک)، ۱۳۸۲، نشر مرکز[۴]
- استخوان خوک و دست‌های جذامی (داستان)، ۱۳۸۳، نشر مرکز[۵]
- من دانای کل هستم (مجموعه داستانک)، ۱۳۸۳، انتشارات ققنوس[۶]
- حکایت عشقی بی‌قاف، بی‌شین، بی‌نقطه (مجموعه داستانک)، ۱۳۸۴، نشر چشمه[۷]
- من گنجشک نیستم (داستان)، ۱۳۸۸، نشر مرکز
- تهران در بعد از ظهر (مجموعه داستانک)، ۱۳۸۹، نشر چشمه
- سه گزارش کوتاه دربارهٔ نوید و نگار (داستان)، ۱۳۹۰، نشر مرکز
- رساله درباره نادر فارابی (داستان)، ۱۳۹۴، نشر چشمه
- بهترین شکل ممکن (مجموعه داستانک)، ۱۳۹۵، نشر چشمه
- زیر نور کم (مجموعه داستانک‌های منتشر شده ۱۳۹۵-۱۳۷۱)، ۱۳۹۶، نشر چشمه
- عشق و چیزهای دیگر (داستان)، ۱۳۹۶، نشر چشمه
- معسومیت (داستان)، ۱۳۹۸، نشر مرکز

### نمایش‌نامه
- دویدن در میدان تاریک مین، ۱۳۸۵، نشر چشمه[۸]
- پیاده‌روی در ماه، ۱۳۹۷، نشر چشمه
- فرضیه‌ی زمین مسطح، ۱۴۰۱، نشر چشمه[۹]

### شعر
- و دست‌هایت بوی نور می‌دهند، ۱۳۹۰، نشر مرکز
- گربه همسایه، ۱۳۹۵، نشر مرکز
- خون مباح کلمات، اسفند ۱۴۰۱، نشر مرکز[۱۰]

### پژوهش
- مبانی داستان کوتاه، ۱۳۷۹، نشر مرکز[۱۱]
- پرسه در حوالی زندگی (عکس‌نگاری)، ۱۳۸۵، نشر چشمه

### ترجمه
- فیل، ریموند کارور، ۱۳۷۷، نشر چشمه (چاپ نخست: نشر تجربه)
- صمیمیت، ریموند کارور، ۱۳۷۸، نشر چشمه (چاپ نخست: نشر تجربه)
- تلفن بی‌موقع، ریموند کارور، ۱۳۷۸، نشر چشمه (چاپ نخست: نشر تجربه)
- فاصله و داستان‌های دیگر (از جمله شامل دو داستانک فیل و صمیمیت)، ریموند کارور، ۱۳۸۰، نشر مرکز[۱۲]
- پاکت‌ها و چند داستان دیگر، ریموند کارور، ۱۳۸۲، نشر رسش[۱۳]
- سرشت و سرنوشت (سینمای کریشتف کیشلوفسکی)، مونیکا مور، ۱۳۸۶، نشر مرکز

## نمونه نثر: بریده‌هایی از آثار

### من گنجشک نیستم
همه‌شون اولش خوبند. عینِ یه پر سبکند اما یواش یواش عینهو یه کوه سنگین می‌شن. یه کوهِ غصه. به نظرِ من که هر زن عینهو یه کوهِ غصه می‌مونه. عاشقِ هر کسی که شدی دیگه نمی‌تونی فراموشش کنی. واسه همینه که عشق یعنی هیولا. تا وقتی کسی رو دوست نداشته باشی راحتی اما همین که عاشق شدی اون کوه می‌آد سراغت. من که از عاشق شدن مثلِ هیولا می‌ترسم. تو نمی‌ترسی؟

### حکایت عشقی بی‌قاف بی‌شین بی‌نقطه
‌‌+: تو چه‌طور به کسی که تا حالا ندیدیش می‌گی دوستت دارم؟

-: شاید یکی از دلایلش این باشه که من نمی‌دونم اون طرفِ این کلمات کی هست. نمی‌دونم چه شکلی هستی. این‌طوری هر شکلی که دوست داشته باشم می‌سازمت. اگه ببینمت دیگه می‌شی یه نفر. اما حالا صد نفری. هزار نفری. یه میلیون نفری. تا ندیدمت تو هرکسی می‌تونی باشی که من دوست داشته باشم.

### تهران در بعد از ظهر
اشتباهِ اولِ من این بود که به تو اعتماد کردم. اشتباهِ دومِ من این بود که عاشقت شدم. اشتباهِ سومِ من این بود که گمون می‌کردم با تو خوشبخت می‌شم. اشتباهِ بعدیِ من این بود که تو رو صد بار بخشیدم. اشتباهِ هزارمِ من این بود که هیچ‌وقت خودم رو از پنجره پرت نکردم بیرون. هنوز هم دارم اشتباه می‌کنم که با تو حرف می‌زنم.

### استخوان خوک و دست‌های جذامی
شب. پنجره‌ی رو به خیابانِ آپارتمانی در طبقه‌ی چهاردهمِ برجِ مسکونیِ خاوران ناگهان باز شد و مردی -اسمش دانیال- انگار کله‌اش را آتش زده باشند، رو به خیابان جیغ کشید: 
اون پایین دارید چی کار می‌کنید؟ با شما هستم با شما عوضی‌ها که عینهو کِرم دارید تو هم می‌لوليد. چی خیال کردید؟ همه‌تون، از وکیل و وزیر گرفته تا سُپور و آشپز و پروفسور، آخرش می‌شید دو عدد. خیلی که هنر کنید، خیلی که خبرِ مرگتون به خودتون برسید، فاصله‌ی دو عددتون می‌شه صد. صدام رو می‌شنفيد؟ می‌شید یه پیرمردِ آب‌زیپوی عوضیِ بوگندو. کافیه دورِ تند نیگاش کنید. همین که دورِ تند نیگاش کردید می‌فهمید چه گندی زدید. می‌فهمید چه چیزِ هَجو و مزخرفی درست کرديد. حالا با این عجله کدوم جهنمی قراره برید؟ قراره چه غلطی بکنید که دیگرون نکردند؟ واسه‌ی چی سرِ یه مستطیل یا مربعِ خاکی، دخلِ هم رو در می‌آرید؟ بدبخت‌ها! شما به خودیِ خود بدبخت هستید، دیگه واسه‌ی چی اوضاع رو بدتر می‌کنید؟ ... یعنی غلطی هست که نکرده باشید؟ به شرفم قسم هر کاری که خواستید کردید و اگه نکرديد لابد نتونستید بکنید. مطمئنم از سرِ دلسوزی و این جور چیزها نبوده که نکردید. حكماً عرضه‌ش رو نداشتید. دنبالِ چی می‌گردید؟ آهای عوضی‌ها! آهای با شما هستم با شما که هر کدومتون فکر می‌کنید دهنِ آسمون باز شده و تنها شما از توش پایین افتادید. اگه تا حالا کسی بِهِ‌تون نگفته من می‌گم که هیچ آشغالی نیستید. من یکی که براتون و واسه‌ی کارهاتون تره هم خرد نمی‌کنم

### دویدن در میدان تاریک مین
امروز کشفِ مهمی کرده‌ام. این کشف محصولِ سه ماه تفکر و تأمل و مراقبه‌است. من به طرزِ غریبی، که این کلماتِ هرزه هرگز نمی‌توانند بگویند چه‌قدر، از این کشف هیجان‌زده‌ام. آن‌قدر که دلم می‌خواهد بروم بالای ساختمانِ اینجا و فریاد بکشم. من امروز دریافتم که سرانجام همه، بی‌گمان همه و بدونِ هیچ استثنایی، خواهیم مُرد. من امروز این واقعیت را، این یقینِ یگانه و یکتا را، که بی‌تردید و تا صد سالِ دیگر هیچ اثری از ما هنرپیشه‌های سینما، فوتبالیست‌ها، نویسنده‌ها، خواننده‌ها، فیلسوف‌ها، ملکه‌های زیبایی، قاضی‌ها، محكوم‌ها، رئیسِ جمهورهای دنیا، عاشق‌ها، معشوق‌ها، سیاه‌ها، سفیدها، زردها، سرخ‌ها و هرکس که فکرش را بکنید بر روی زمین نخواهد بود، از عمقِ جان دریافتم. من از این حقیقت، از این عدالتِ محض، از این تنها عدالتِ مطلقِ هستی که هیچ عدالتی به وضوح و شفافیت و شکوه و قطعیت و معناداریِ آن نیست، از این که تنها تا صد سال، فقط تا صد سالِ دیگر حتی یک نفر از ما شش میلیارد آدمی که حالا مثلِ کرم روی این تَلِّ خاکی در هم می‌لولیم وجود نخواهیم داشت، به طرزِ به شدت سُكرآوری خوشحالم.

## جوایز
- برگزیده بهترین رمان سال‌های ۷۹ و ۸۰ جشنواره قلم زرین برای رمان روی ماه خداوند را ببوس
- برگزیده بهترین رمان سال ۱۳۸۲ جایزه ادبی اصفهان برای رمان استخوان خوک و دست‌های جذامی
- برندهٔ لوح تقدیر از نخستین مسابقه داستان‌نویسی صادق هدایت[۱۹]